# 陳振華 (1983年)
陳振華（英語：Ricky Chan，1983年6月20日—），香港男演員，髮型師，是一位土生土長印度裔香港人。

## 簡歷
陳振華生於香港，已婚，育有一女。陳的父母是印度人，父母在戰時被一位陳姓台山人領養，改姓陳。
陳振華以特約演員身份參與無綫電視劇集，在劇集公公出宮飾演的角色「别都醫生」因操得一口流利廣東話，因而被受關注。他和他同母異父兄長陳彼得是經喬寶寶介紹入行。
2020年7月6日，陳妻Alison於其個人Facebook戶口上，撰寫長文指斥陳婚後不忠、欠債、無心工作、製造假新聞，甚至虐打女兒；並指與陳早已分開，要求陳盡快與其辦理離婚手續。

## 作品列表

### 電影
- 2007年：葬禮揸Fit人
- 2008年：機動部隊－伙伴
- 2013年：掃毒 飾 僱傭兵
- 2014年：金雞SSS
- 2015年：衝鋒車
- 2015年：赤道
- 2015年，2019年上映：潛行者
- 2016年：賭城風雲III
- 2019年：轉型團伙

### 劇集
- 2012年：愛·回家 (第一輯)
- 2012年：衝呀！瘦薪兵團 飾 豹同鄉
- 2012年：雷霆掃毒
- 2013年：師父·明白了
- 2013年：神鎗狙擊
- 2014年：載得有情人
- 2015年：天眼
- 2016年：公公出宮 飾 別都醫生
- 2016年：愛·回家之八時入席
- 2016年：純熟意外
- 2017年：賭城群英會 飾 阿星
- 2017年：同盟 飾 里諾
- 2017年：使徒行者2 飾 尼坤
- 2017年至今：愛·回家之開心速遞 飾 吳旺達領事館職員
- 2018年：身後事務所 飾 Ricky (ViuTV)
- 2018年：迷失假期 飾 Alok (ViuTV)
- 2018年：是咁的，法官閣下 飾 阿卡
- 2019年：福爾摩師奶 飾 大頭綠衣
- 2019年：機動部隊2019 飾 南亞裔疑犯
- 2019年：鐵探
- 2019年：十二傳說 飾 輝手下
- 2019年：金宵大廈 飾 Raj
- 2020年：機場特警 飾 諾曼基亞馬利克

### 節目演出
- 難得有心人-Ep.6（2015年）TVB真人秀節目
- 一千零一廣播夢 （页面存档备份，存于）（2015年）CIBS （页面存档备份，存于）微電影
- 兩面不是人（2017年）ViuTV真人秀節目
- 對不起 標籤你 II（2019年）ViuTV真人秀節目 第1-2集嘉賓

### 廣告
- 百老匯（Broadway）《造就更好》微電影+廣告（2019年）

### 參與節目
- 百萬富翁2018（遊戲參加者之一）-第五十二集（2018年）亞洲電視

## 外部連結
- Viu TV 兩面不是人
- 陳振華在香港影庫上的簡介
- 陳振華 Rickyfacebook
- I'm Ricky ChanYouTube介紹片段
- Ricky陳振華及Peter陳彼德的兄弟心聲YouTubeKanHan EDU 看漢教育